# Shirra Kenworthy
Pour les articles homonymes, voir Kenworthy.
Shirra Kenworthy, née le 19 avril 1943 à Windsor (Berkshire, Royaume-Uni), est une patineuse artistique canadienne, double vice-championne du Canada en 1960 et 1961, médaillée de bronze aux championnats nord-américains de 1963.

## Biographie

### Carrière sportive
Shirra Kenworthy patine pour le club de Vancouver nord (Capilano Winter Club). Elle est double vice-championne du Canada en 1960 et 1961, derrière sa compatriote Wendy Griner.
Elle représente son pays à deux championnats nord-américains (1961 à Philadelphie et 1963 à Vancouver où elle obtient une médaille de bronze), trois mondiaux (1960 à Vancouver, 1963 à Cortina d'Ampezzo et 1964 à Dortmund), et aux Jeux olympiques d'hiver de 1964 à Innsbruck.
Elle arrête les compétitions sportives après les mondiaux de 1964.

## Palmarès
| Compétition                                                                                            | 1960 | 1961 | 1962 | 1963 | 1964 |
| Jeux olympiques d'hiver                                                                                |      |      |      |      | 12e  |
| Championnats du monde                                                                                  | 15e  | CA   |      | 20e  | 10e  |
| Championnats d'Amérique du Nord                                                                        |      | 5e   |      | 3e   |      |
| Championnats du Canada                                                                                 | 2e   | 2e   | 3e   | 3e   | 3e   |
| Légende : CA = Championnats du monde 1961 annulés à cause de la catastrophe aérienne du vol 548 Sabena |      |      |      |      |      |